# エマヌエル・シカネーダー

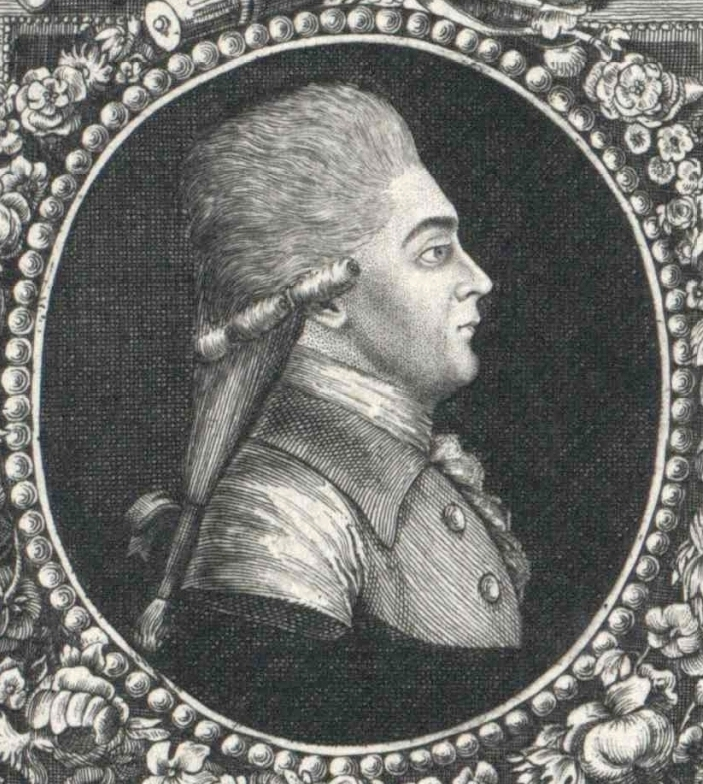
エマヌエル・シカネーダー

エマーヌエル・シカネーダー（Emanuel Schikaneder [ʃikaˈneːdɐ], 1751年9月1日 - 1812年9月21日）は、オーストリア、ドイツで活躍した俳優にして劇場支配人、台本作家である。ヴォルフガング・アマデウス・モーツァルトのオペラ『魔笛』の台本を手がけ、自らもパパゲーノ役で出演したこと、及び、アン・デア・ウィーン劇場を設立した人物としても知られている。
シカネーダー一座の座長として自ら台本を書き、俳優、歌手、演出家を兼任し、旅回りの一座を経てウィーンの劇場支配人となり、大衆向けの興行師として多くの作品を上演した。
バイエルン州のレーゲンスブルクに近いシュトラウビング生まれ、ウィーンで没。本名、ヨハン・ヨーゼフ・シケネーダー(Johann Joseph Schickeneder)。姓にはSchickanederのつづりもある。

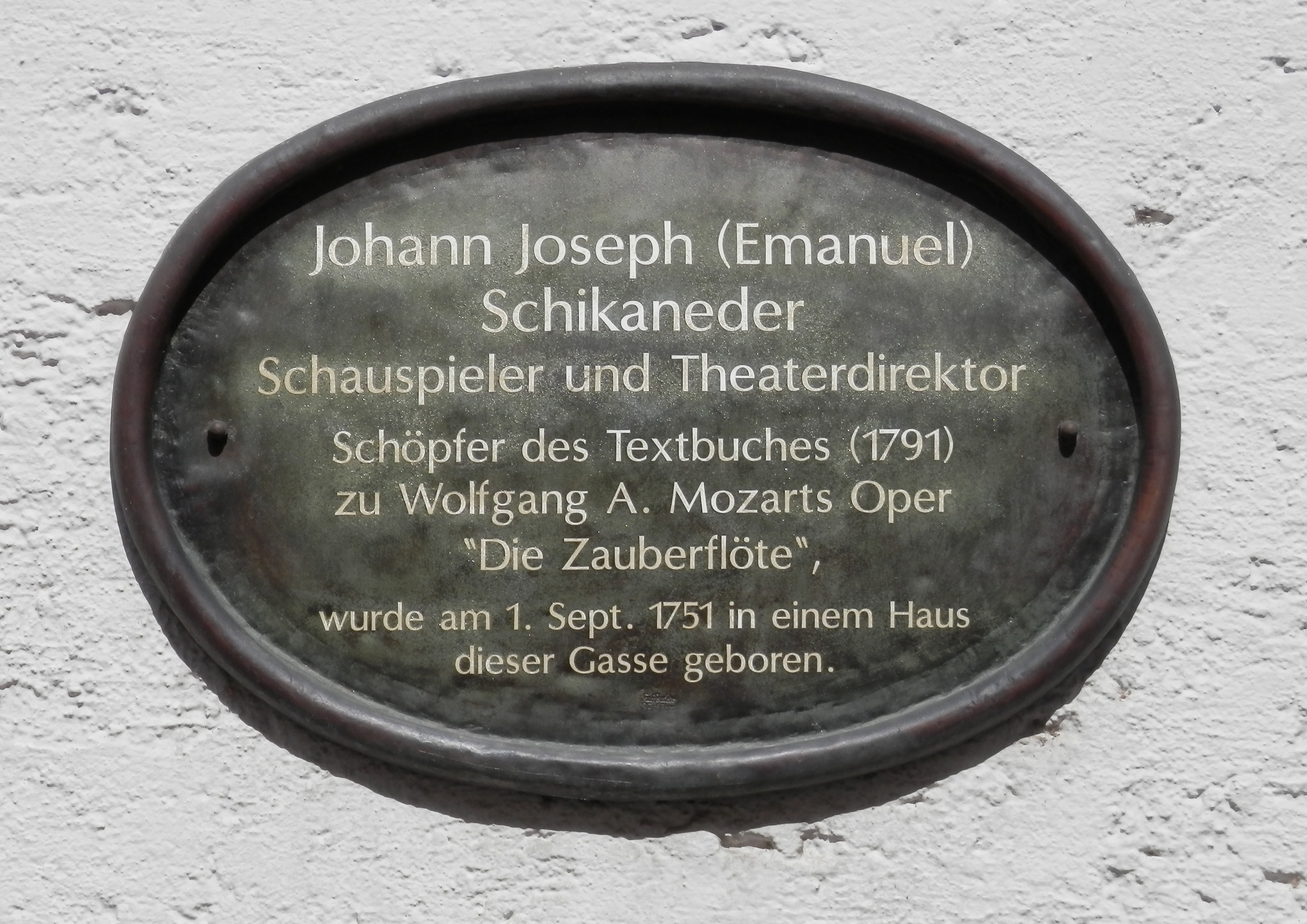
シカネーダーの生家の案内板

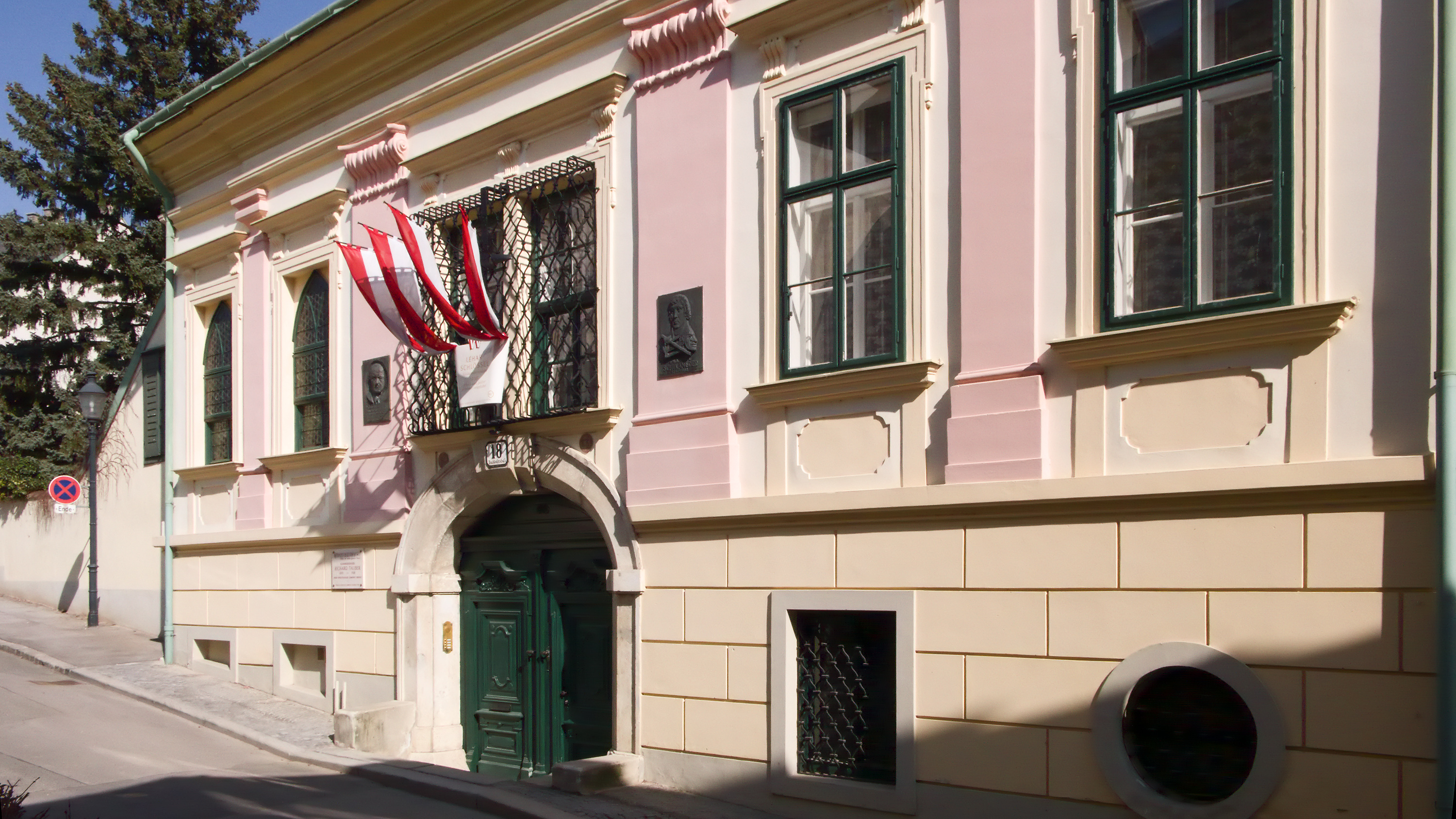
シカネーダーの住家(レハール・シカネーダー宮殿)

## 生涯
レーゲンスブルクで母親の手で育てられた。母のユリアーナ・シースルはレーゲンスブルク大聖堂で信仰用具の販売に従事していた。イエズス会系ギムナジウム「ザンクトパウル」で学び、大聖堂楽長のヨハン・ヨーゼフ・ミヒルより音楽の教育を受け、レーゲンスブルク大聖堂少年聖歌隊(Regensburger Domspatzen)に所属していた。1773年から、演劇の旅一座「モーザー演劇協会」の一員となり、アウクスブルクで合流し、後年には一座の演出も担った。この一座の巡回公演の一環として1780年、ザルツブルクに立ち寄ってレオポルト・モーツァルトと知り合い、息子のヴォルフガングとも最初の接点を持った。
この間、アウクスブルク劇場の支配人を務めたこともあった。
1777年2月9日、アウクスブルクの大聖堂でエレオノーレ(マリア・マグダレーナ、旧姓アルト)と結婚。
ウィーンでは1785年からケルントナートーア劇場とブルク劇場に出演した。ケルントナートーア城門外の斜堤区域(グラシ、Glacis、都市防衛上の理由から建物の建造を禁止された区域)に新しい劇場を造ろうと画策するが、皇帝ヨーゼフ2世により却下され、1787年、一座を率いてレーゲンスブルクへ向かった。1789年、ウィーンに戻ったが、その頃にはすでに、1787年に劇場支配人クリスティアン・ロスバッハにより、郊外のウィーン川沿いにフライハウス劇場(または、ヴィーデン劇場、アウフ・デア・ヴィーデン劇場)が新設されており、その杮落しに1789年7月12日、シカネーダーの作品、「山の愚かなアントン」が上演された。続いて、1791年9月30日、モーツァルトの「魔笛」が初演され、シカネーダーの経歴上、最大の成功を収める作品となった。ウィーン民衆演劇の伝統に乗った登場人物、鳥刺しのパパゲーノをシカネーダー自身が演じた。「魔笛」の度重なる上演から得た莫大な収益を元手に、商人のバルトロメウス・ツィッターバルトの援助を受け、フライハウス劇場からウィーン川を挟んだ対岸の位置に新しい劇場(アン・デア・ウィーン劇場)の新設が実現した。これにより、フライハウス劇場は1801年に閉場となり、賃貸住宅へと改装された。
アン・デア・ウィーン劇場は、1801年6月13日、シカネーダーの台本によるオペラ、「アレクサンダー」(フランツ・タイバーの作曲)で開場した。この劇場では豪華な装飾や舞台効果をふんだんに用いて公演を行った。1803年1月、ベートーヴェンを劇場に呼び寄せ、弟のカスパー・カールともども暮らせる居住部屋も用意された。ベートーヴェンはシカネーダーの台本による「ヴェスタの火」の作曲を依頼されていたが、次第に別の台本にひかれて鞍替えし、ここから後の「フィデリオ」が生まれた。
シカネーダーは1804年までアン・デア・ウィーン劇場の支配人を務めた。1802年から1812年の死まで、ウィーン近郊のヌスドルフ村に、今日では「レハール・シカネーダー宮殿」として知られるバロック風の宮殿を所有していた。1804年以降、ブルノとシュタイヤーを訪れた。1811年、ナポレオン戦争の影響による貨幣価値の下落により最後の財産を失い、精神を病んだ状態でウィーン市壁外のアルザーグルント地区で死去した。
1861年、ウィーン市ヴィーデン区(4区)の通りがシカネーダーガッセと名付けられた。
レオポルトとヴォルフガングのモーツァルト父子、一座の俳優カール・ギーゼッケと同様、フリーメイソンの会員だった。レーゲンスブルクのフリーメイソン結社「3つの鍵に向かうカール」(Carl zu den drei Schlüsseln)に入会した日付として、1788年7月14日付の入会請願書が残されており、その現物が現在はバイロイトの「ドイツ・フリーメイソン博物館」に保管されている。

## 関わった作品
戯曲を55本、オペラ・ジングシュピールの台本を44本、創作している。
- 1791年:魔笛
- 1790年:賢者の石、または魔法の島
- 1798年: 魔笛第2部:迷宮

## 作品集
- 『魔笛第2部:迷宮、または、諸元素との闘い』[Der Zauberfloete zweyter Theil unter dem Titel: Das Labyrinth oder der Kampf mit den Elementen. (Textbuch der Oper von Peter von Winter) hrsg. von Manuela Jahrmärker und Till Gerrit Waidelich, Tutzing 1992, ISBN 3-7952-0694-4]
- 『シカネーダーの英雄的喜劇オペラ「賢者の石」．モーツァルトの「魔笛」のモデルとなった作品』[Schikaneders heroisch-komische Oper Der Stein der Weisen - Modell für Mozarts Zauberflöte. Kritische Ausgabe des Textbuches, hrsg. […] von David Buch und Manuela Jahrmärker (Hainholz Musikwissenschaft, Bd. 5), Göttingen 2002. 119 S]
- 『エマヌエル・シカネーダー．レーゲンスブルクの戯曲集』[Emanuel Schikaneder: Regensburger Schauspiele (Inhalt: Der Grandprofos; Hanns Dollinger oder Das heimliche Blutgericht sowie Das Regensburger Schif sowie ein umfangreiches Nachwort zur heutigen Interpretation von Schikaneders Texten). Hrsg. von Michael Kohlhäufl; Sergej Liamin; Stefan Lindinger; Michaela Schiessl, Susanne Roderer 2009, 344 S., ISBN 978-3-89783-662-4]

## 受容
シカネーダーが登場する作品には、1982年制作の5部作のテレビドラマ「モーツァルト」、1984年のミロシュ・フォアマンの映画「アマデウス」、1985年のドイツ・チェコの共同制作映画「モーツァルトのことは忘れなさい」などがあるが、いずれもシカネーダーは脇役だった。
2011年のバイエルンの映画監督による映画「ペテン師の夏」はシカネーダーを主役とし、1780年のザルツブルク訪問とモーツァルトとの出会いのエピソードを中心に描いたもの。
2016年9月30日、シカネーダーと妻エレオノーレの関係を描いたミュージカル「シカネーダー」がウィーンのライムント劇場で初演された。台本はウィーン劇場連盟(Vereinigte Bühnen Wien)の総支配人によるもの。

## 参考文献

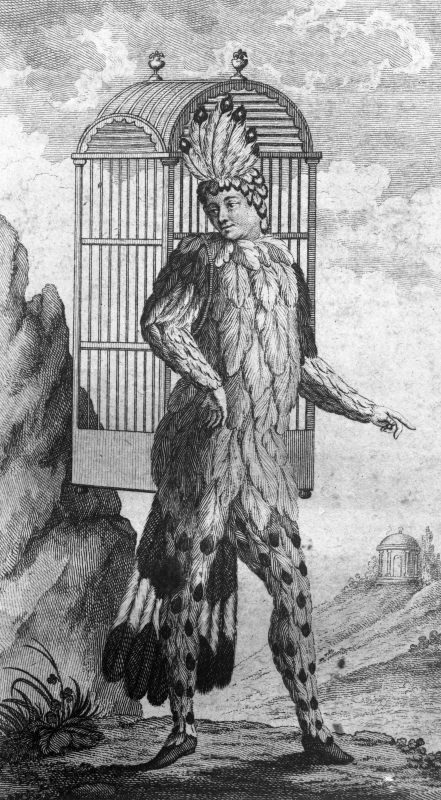
『魔笛』初演時、パパゲーノを演じたシカーネーダー

### ドイツ語文献
- 1890：「エマヌエル・シカネーダー」、『一般ドイツ人物伝記事典』の項目<August Sauer: Schikaneder, Emanuel. In: Allgemeine Deutsche Biographie (ADB). Band 31, Duncker & Humblot, Leipzig 1890, S. 196–200.>
- 1903：『19世紀ドイツ演劇の人物伝記大事典』から<Ludwig Eisenberg: Großes biographisches Lexikon der Deutschen Bühne im XIX. Jahrhundert. Verlag von Paul List, Leipzig 1903, S. 881 f., (Textarchiv – Internet Archive).>
- 1951：『エマヌエル・シカネーダー．ドイツ演劇史論考』<Egon von Komorzynski: Emanuel Schikaneder. Ein Beitrag zur Geschichte des deutschen Theaters. Wien 1951.>
- 1984：『パパゲーノ．エマヌエル・シカネーダー．モーツァルト時代の偉大な劇場人』<Kurt Honolka: Papageno. Emanuel Schikaneder. Der große Theatermann der Mozart-Zeit. Salzburg und Wien 1984, ISBN 3-7017-0373-6.>
- 1999：『エマヌエル・シカネーダー．劇場支配人、俳優、劇作者』<Anke Sonnek: Emanuel Schikaneder. Theaterprinzipal, Schauspieler und Stückeschreiber. Schriftenreihe der Intern. Stiftung Mozarteum, Bd. 11, Kassel 1999, ISBN 3-7618-1461-5.>
- 2005：「エマヌエル・シカネーダー」、『新ドイツ人物事典』の項目<Anke Sonnek: Schikaneder, Emanuel. In: Neue Deutsche Biographie (NDB). Band 22, Duncker & Humblot, Berlin 2005, ISBN 3-428-11203-2, S. 753 f. (Digitalisat).>
- 2006：「シュトラウビング - シカネーダーの町」<Franz Krojer: Straubing, Schikaneder-Stadt. In: Aufschluss des Gäubodens. München 2006 (Differenz-Verlag), (PDF).>
- 2008：「アウフ・デア・ヴィーデン劇場とエマヌエル・シカネーダーに関する新たな研究成果」、『ウィーン歴史時報』から<Michael Lorenz: Neue Forschungsergebnisse zum Theater auf der Wieden und Emanuel Schikaneder. (PDF; 828 kB), in: Wiener Geschichtsblätter 4/2008. Verein für Geschichte der Stadt Wien, Wien 2008, S. 15–36.>
- 2009：『ウィーンのフライハウス劇場1787-1801．モーツァルトとシカネーダーの活動場所．史料集成』<Tadeusz Krzeszowiak: Freihaustheater in Wien 1787–1801. Wirkungsstätte von W. A. Mozart und E. Schikaneder. Sammlung der Dokumente. Böhlau, Wien u. a. 2009, ISBN 978-3-205-77748-9.>
- 2012：『エマヌエル・シカネーダー．モーツァルトにとってのキーマン』<Eva Gesine Baur: Emanuel Schikaneder. Der Mann für Mozart. München 2012, C. H. Beck, ISBN 978-3-406-63086-6.>
- 2012：「"シカネーダーは大衆の趣向におもねることに専念していたようだ" - ペーター・フォン・ヴィンターの『迷宮』(魔笛第2部)におけるパパゲーノの自己マーケティング、並びに、その成立、伝承、1803年ウィーンとベルリンにおける受容をめぐる未知の史料集」、『アクタ・モーツァルティアーナ』から<Till Gerrit Waidelich: "Schikaneder schien es eigends darauf angelegt zu haben, dem Geschmacke des Publikums zu schmeicheln" - Papagenos Selbstvermarktung in Peter von Winters "Labyrinth (Der Zauberflöte zweyter Theil)" sowie unbekannte Dokumente zu dessen Entstehung, Überlieferung und Rezeption in Wien und Berlin 1803. In: Acta Mozartiana, 59 (2012), S. 139–177.>